# 오윤겸
오윤겸(吳允謙, 1559년~1636년)은 조선 중기의 문신, 정치인이다. 본관은 해주이다. 자는 여익(汝益). 호는 추탄(楸灘)ㆍ토당(土塘), 시호는 충간(忠簡)이다.
1582년(선조 15) 사마시에 합격하여 평강(平康)현감으로서 선정을 펼쳤고, 1597년 문과에 급제하여 충청도관찰사, 강원도관찰사 등을 역임하였다. 1623년 인조반정 후 노서(老西)의 영수가 되어 대사헌·이조판서를 지냈고, 1626년 우의정, 1627년 좌의정을 거쳐 1628년 영의정에 올랐다.

## 생애
해주 오씨 시조 오인유의 14세손으로, 할아버지는 감찰 오경민(吳景閔)이고, 아버지는 선공감역 오희문(吳希文)이며, 어머니는 연안 이씨(延安李氏)로 군수 이정수(李廷秀)의 딸이다.
1582년(선조 15) 사마시에 합격한 뒤 1589년 전강에서 장원해 영릉참봉(英陵參奉)·봉선전참봉(奉先殿參奉) 등을 역임하였다. 1592년 임진왜란이 일어나자 양호체찰사(兩湖體察使) 정철(鄭澈)의 종사관으로 발탁되었으며, 시직(侍直)을 거쳐 평강현감으로 5년간 봉직하면서 1597년 별시 문과에 병과로 급제하였다. 현감을 그만둔 뒤 한때 결성(結城)에 우거했다가 부수찬(副修撰)·이조좌랑·지제교(知製敎)·부교리(副校理)를 역임하였다. 1602년 모함을 받아 곤경에 처한 스승 성혼을 변호하다가 시론(時論)의 배척을 받아 경성판관으로 출보(黜補)되었다. 그 뒤 7년간 안주목사·동래부사 등의 외직을 전전하며, 안주성의 축조를 담당했고, 북도순안어사(北道巡按御史)로서 함경도의 민폐를 조사하기도 하였다.
1610년(광해군 2) 동래 부사이후 비로소 내직으로 들어와 호조참의·우부승지·좌부승지 등을 역임하였다. 그러다가 당시의 권신인 정인홍(鄭仁弘)이 이언적(李彦迪)과 이황(李滉)의 문묘 종사를 반대, 사림과 대립하자 이를 탄핵하다가 왕의 뜻에 거슬려 강원도관찰사로 좌천되었다. 1년 남짓 관찰사로 재임하는 동안 기민(饑民)을 구제하는 한편, 영월에 있는 단종의 묘를 수축해 제례 절차와 각 고을로부터의 제수 마련 법식을 제정해 이후 이를 준용하게 하였다.
다시 중앙으로 들어와 첨지중추부사가 되었으나, 집권 세력인 북인의 발호로 계축옥사가 일어나는 등 정계가 혼란해지자 늙은 어버이의 봉양을 구실로 광주목사(廣州牧使)를 자원하였다.
1617년 다시 첨지중추부사가 되어 회답 겸 쇄환사(回答兼刷還使)의 정사로서 사행 400여 명을 이끌고 일본에 가서 임진왜란 때 잡혀갔던 포로 150여 명을 쇄환했으며, 이 때부터 일본과의 수교가 다시 정상화되었다.
1618년 북인들에 의해 폐모론이 제기되자 이를 반대, 정청(庭請)에 불참하였다. 이로 인해 탄핵을 받자 벼슬을 그만두고 광주 선영 아래의 토당(土塘)으로 물러나 화를 피하였다.
1622년 명나라 희종의 즉위를 축하하기 위한 하극사(賀極使)로 선발되어, 육로가 후금에 의해 폐쇄되었으므로 바다로 명나라를 다녀와 그 공으로 우참찬에 올랐다.
1623년 인조반정이 일어나자 대사헌에 임명되고, 이어 이조·형조·예조의 판서를 두루 역임하였다. 특히, 북인 남이공(南以恭)의 등용 문제로 서인이 노서(老西)·소서(少西)로 분열될 때 김류(金瑬)·김상용(金尙容) 등과 함께 노서의 영수가 되어 남인·북인의 고른 등용을 주장, 민심의 수습을 꾀하였다.
1624년(인조 2) 이괄(李适)의 난이 일어나자 왕을 공주까지 호종하였다. 이어 예조판서·지중추부사를 거쳐 1626년 우의정에 올랐다. 이듬해 정묘호란이 발생하자 왕명을 받고 자전(慈殿)과 중전을 모시고 먼저 강화도로 피난했으며, 환도 뒤 좌의정이 되었다. 1628년(인조 6) 유효립에 난 진압을 도운 공로로 영사원종공신 1등(寧社原從功臣一等)에 책록되었다.
1628년 영의정에 이르렀다. 이 때 노서·소서간의 대립과 갈등이 심해지자 이의 중재에 힘썼으며, 특히 경연에서 정치 혁신을 위한 왕의 각성과 성리학에의 전념을 촉구하였다.
이듬해 인조의 생부인 정원군(定遠君)을 원종(元宗)으로 추숭하고 또 부묘(柎廟)하려는 논의가 일자 이에 반대해 영돈녕부사로 물러났다가 1633년 좌의정에 재임되고 기로소에 들어갔다. 인렬왕후(仁烈王后)의 상에 총호사(摠護使)로서 과로한 나머지 병을 얻어 죽었다.
죽기 직전 유언으로 조정에 시호를 청하지 말고 신도비를 세우지 못하게 했으나, 1663년(현종 4) 충간(忠簡)이라는 시호가 내려졌다. 경기도 광주(廣州, 현 서울특별시 강동구 암사동)의 구암서원(龜巖書院)에 배향되고, 평강의 산앙재영당(山仰齋影堂)에 제향되었다.
《오윤겸선생묘》는 경기도 용인시 처인구 모현읍 오산리에 있다. 부인 경주 이씨와의 합장묘로 봉분은 2개이고, 묘역은 후손들이 1986년에 새로 단장하면서 봉분 아랫부분에 원형으로 둘레석을 둘렀다. 2개의 묘 사이에는 상석·향로석이 있고, 상석을 중심으로 좌우에는 동자상·망주석·문인석이 각 1쌍씩 배열되어 있다. 왼쪽 묘의 앞에 묘비가 있는데, 비문은 김상헌이 짓고 송준길이 글을 쓴 것으로, 인조 25년(1647)에 세운 것이다. 1987년 2월 12일 경기도의 기념물 제104호로 지정되었다.

## 평판
예론에 일가견을 가져, 특히 인조 생부의 추숭과 부묘론에 반대하는 논리적 근거를 세웠다. 요컨대, 선조의 왕통을 이어받은 인조는 선조가 비록 할아버지이기는 하나 예묘(禰廟)에 해당되므로, 왕이 아닌 대원군(大院君)을 예묘로 삼는 것은 예에 어긋난다는 의견이었다. 외직에 있으면서 평강현과 경성부의 민폐를 다스려 정치를 잘한 수령(守令)으로 명성을 얻었다. 중앙관으로는 온아단수(溫雅端粹)하고 공정한 자세를 견지, 주위의 촉망을 받았다.
만년에 재상의 자리에 10여 년 간 있을 때 백성의 편의를 위해 연해 공물(沿海貢物)의 작미(作米)와 대동법의 시행을 추진하고 명분론의 반대를 물리치면서까지 서얼의 등용을 주장하였다. 또한 사림을 아끼고 보호해 어진 재상이라 불렸다. 한편, 덕업의 수양에만 힘쓸 뿐 사장(詞章)에는 뜻을 두지 않았으나, 문장은 평이하면서도 조리가 있고, 시는 맑으면서도 운율에 어긋남이 없었다고 한다. 그리고 성혼 문하의 대표적인 인물로 손꼽히고 있다.
이귀(李貴)·정경세(鄭經世)·이준(李埈)·김류 등과 교유하였다. 특히 이귀와는 동문수학에 외가로 인척 사이의 정의(情誼)가 있었고, 임진왜란 중에 친교가 두터웠다. 다만, 뒤에 노서·소서의 대립에 이귀가 소서의 영수가 되어 추숭을 적극 추진하자 틈이 벌어졌다.

## 가족 관계
- 증조부 : 사섬시주부(司贍寺主簿) 오옥정(吳玉貞)
  - 조부 : 감찰 오경민(吳景閔)
    - 부 : 선공감역 오희문(吳希文, 1539 ~ 1613)

  - 외조부 : 이정수(李廷秀)
  - 외조모 : 이계환(李桂環, 1513 ~ ?) - 성종의 9남 익양군의 차녀
    - 모 : 이인순(李仁順, 1540 ~ ?)
      - 남동생 : 오윤해(吳允諧, 1562 ~ ?)
      - 남동생 : 오윤함(吳允諴, 1570 ~ ?)
      - 여동생 : 오숙란(吳淑蘭, 1572 ~ ?)
      - 남동생 : 오윤성(吳允誠, 1576 ~ ?)
      - 여동생 : 오숙진(吳淑眞, 1579 ~ ?)

    - 장인 : 첨정(僉正) 이응화(李應華) - 익재(益齋) 이제현(李齊賢)의 후손
      - 정부인 : 경주 이씨
        - 장녀 : 오정임(吳正任, 1585 ~ ?)
        - 사위 : 정두망(鄭斗望)
        - 차녀 : 오절임(吳節任, 1596 ~ ?)
        - 사위 : 능성 구씨 구봉서(具鳳瑞)
          - 외손녀 : 구경사(具敬姒, 1618 ~ ?)
          - 외손녀 : 구숙사(具叔姒, 1621 ~ ?)
          - 외손녀 : 구제사(具弟姒, 1632 ~ ?)
          - (양)외손자 : 구이성(具爾性, 1646 ~ ?) - 구봉우(具鳳羽)의 아들

        - 장남 : 오달천(吳達天, 1598 ~ ?)
        - 며느리 : 능성 구씨 - 구곤원(具坤源)의 딸
          - 손자 : 오도종(吳道宗, 1618 ~ ?)
          - 손녀 : 오정사(吳正姒, 1624 ~ ?)
          - 손자 : 오도륭(吳道隆, 1626 ~ ?)
          - 손녀 : 오효사(吳孝姒, 1628 ~ ?)

        - 며느리 : 한양 조씨 - 조간(趙幹)의 딸
          - 손녀 : 오연사(吳戀姒, 1634 ~ ?)
          - 손녀 : 오명사(吳命姒, 1641 ~ ?)
          - 손자 : 오도일(吳道一, 1645 ~ 1703)

        - 며느리(측실) : 덕향(德香) - 관비 출신
          - 서손녀 : 오향생(吳香生, 1629 ~ ?)

        - 며느리(측실) : 명덕(命德) - 노비 출신
          - 서손녀 : 오투지(吳投知, 1630 ~ ?)

        - 며느리(측실) : 순례(順禮) - 노비 출신
          - 서손녀 : 오오진(吳吳進, 1645 ~ ?)

        - 차남 : 오달주(吳達周, 1600 ~ ?)
        - 며느리 : 경주 김씨 - 지사(知事) 김규(金頍)의 딸
        - 손녀 : 오순사(吳順姒, 1626 ~ ?)
          - 손자 : 오도민(吳道敏, 1640 ~ ?)
          - 손자 : 오도익(吳道翊, 1643 ~ ?)

      - 계부인 : 덕수 이씨
        - 4녀 : 오명임(吳命任, 1602 ~ ?)
        - 사위 : 경주 이씨 현감(縣監) 증 참의(贈 參議) 이경선(李慶善)
          - 외손녀 : 이성사(李聖姒, 1618 ~ ?)
          - 외손자 : 이인섭(李寅爕, 1621 ~ ?)
          - 외손녀 : 이희사(李喜姒, 1624 ~ ?)
          - 외손녀 : 이미사(李美姒, 1629 ~ ?)
          - 외손자 : 이인형(李寅炯, 1632 ~ ?)

        - 3남 : 오달조(吳達朝, 1604 ~ ?)
        - 며느리 : 파평 윤씨 - 윤대기(尹大起)의 딸
          - 손녀 : 오예사(吳禮姒, 1627 ~ ?)
          - 손녀 : 오혜사(吳惠姒, 1630 ~ ?)
          - 손녀 : 오호사(吳好姒, 1638 ~ ?)
          - 손자 : 오도립(吳道立, 1641 ~ ?)
          - 손자 : 오도존(吳道存, 1645 ~ ?)
          - 손자 : 오도규(吳道規, 1647 ~ ?)
          - 손자 : 오도근(吳道近, 1650 ~ ?)

        - 며느리(측실) : 불용(不用) - 양민 출신
          - 서손녀 : 오만생(吳晚生, 1666 ~ ?)

        - 4남 : 오달원(吳達遠, 1607 ~ ?)
        - 며느리 : 김돈(金暾)의 딸 
          - 손자 : 오도전(吳道全, 1627 ~ ?)

        - 5남 : 오달사(吳達士, 1611 ~ ?)
        - 며느리 : 신평 한씨 - 동지(同知) 한원(韓瑗)의 딸 
          - 손자 : 오도중(吳道重, 1635 ~ ?)
          - 손자 : 오도동(吳道東, 1643 ~ ?)

        - 며느리(측실) : 오생(五生) - 관비 출신
          - 서손자 : 오필귀(吳必貴, 1642 ~ ?)

        - 5녀 : 오임정(吳任貞, 1618 ~ ?)
        - 사위 : 영월 엄씨 엄석구(嚴碩耉)
          - 외손자 : 엄륜(嚴綸, 1635 ~ ?)
          - 외손자 : 엄전(嚴絟, 1639 ~ ?)
          - 외손녀 : 엄혜령(嚴惠靈, 1650 ~ ?)
          - 외손녀 : 엄최령(嚴最靈, 1654 ~ ?)

      - 측실 : 노비 진옥(眞玉)
        - 3녀 : 오애임(吳愛任, 1598 ~ ?)
        - 사위 : 아산 장씨 동지(同知) 장후완(蔣後琬)
          - 외손자 : 장눌(蔣訥, 1612 ~ ?)
          - 외손녀 : 장옥사(蔣玉姒, 1615 ~ ?)
          - 외손자 : 장원(蔣謜, 1618 ~ ?)
          - 외손자 : 장량(蔣諒, 1620 ~ ?)
          - 외손자 : 장후(蔣詡)
          - 외손녀 : 장절사(蔣切姒)
          - 외손녀 : 장말사(蔣末姒)
            - 13대손 : 오세훈(吳世勳)

## 저서
오윤겸의 저서로는 시문과 소차를 모은 《추탄문집》을 비롯해 《동사일록 東槎日錄》·《해사조천일록 海槎朝天日錄》 등이 전하고 있다.

## 기타
- 해주 오씨 추탄공파가 정치인 오윤겸 영의정의 후손들이다. 대표적인 직계 후손으로는 이인좌의 난을 진압한 오명항, 오세훈 서울특별시장, 오신환 전 국회의원이 있다.

- 노비 450구를 보유했다고 기록되어 있으며, 취미로 비취 조각을 수집하였다 한다. 비취란 초록색 빛을 띈 옥이다.

- 묘는 용인시 처인구 모현읍 오산로 61번길 29에 있다. 봉분이 2개인데 하는 부인 경주 이씨의 묘이다. 묘역은 후손들이 1986년에 새로 단장하면서 봉분 아랫부분에 호석을 둘렀다. 2개의 묘 사이에는 상석과 향로석이 있고, 상석의 양쪽에는 동자상, 망주석, 문인석이 각 1쌍씩 서 있다.

- 국내 대하 드라마에서는 나오지 않고 일본 대하 드라마에서는 자주 등장하지 않지만 조선 통신사의 사절로서 등장한다. 그 예로서 2001년 NHK 대하드라마 아오이 도쿠가와 산다이(접시꽃 도쿠가와 삼대) 34화 편에 쇄환사 겸 회답사 정사로서 나오며 40화에서는 국서(國書)에서 예조참판 이름으로서 등장한다.

## 같이 보기
- 오윤겸 선생 묘

## 참고 문헌
『선조실록(宣祖實錄)』
『광해군일기(光海君日記)』
『인조실록(仁祖實錄)』
『효종실록(孝宗實錄)』
『현종실록(顯宗實錄)』
『국조인물고(國朝人物考)』
『연려실기술(燃藜室記述)』
『국조방목(國朝榜目)』
『추탄문집(楸灘文集)』
『청음집(淸陰集)』
『쇄미록』